# Taufkarkogel
De Taufkarkogel is een 3362 meter hoge berg in de Ötztaler Alpen in het Oostenrijkse Tirol.
De berg ligt in de Weißkam, aan de zuidelijke rand van de Mittelbergferner. Op de zuidoostelijke flank liggen de overblijfselen van de Taufkarferner, in het zuidwesten ligt de Rofenkarferner, waaraan ook de Wildspitze en de Ötztaler Urkund grenzen. Via het 3210 meter hoge Taufkarjoch is de top verbonden met de 3407 meter hoge Weißer Kogel.
De berg werd voor het eerst bedwongen in 1851. De naam van de klimmer die deze tocht als eerste ondernam is echter onbekend. Vanaf de Breslauer Hütte is de bergtop in ongeveer twee uur en twintig minuten te bereiken.